# Solveig Ericsson
Solveig Anna Ericsson, gift Mattsson, född 24 januari 1932 i Stockholm, död 19 april 2016 i Stockholm, var en svensk friidrottare (höjdhopp och längdhopp) som tävlade för IFK Stockholm. Ericsson deltog i Olympiska spelen 1952 i Helsingfors där hon kom på 14:e plats. Innehavare av svenska rekordet i höjdhopp 1951 på 1.57 m. En av de första svenskar som hoppade med dykstil. Personliga rekordet i stående längd var 2.72.